# Apple Monitor III
Apple Monitor III — 12-дюймовий монохромний монітор із зеленим люмінофором (A3M0039) або білим люмінофором (A3M0006) на базі електронно-променевої трубки, що вироблявся Sanyo, а пізніше Hitachi на замовлення Apple Computer для персонального комп'ютера Apple III, та був представлений у 1980 році. Будучи першим монітором Apple у бізнес-лінійці, він випередив випуск Apple Monitor II на кілька років. Головною особливістю Apple Monitor III була дрібна сітка на ЕПТ для зменшення відблисків. Він також був примітний тим, що мав дуже повільне оновлення люмінофора, що створювало ефект ореолів під час будь-якого руху відео. Apple Monitor III також був сумісний із усією серією Apple II та багатьма іншими комп'ютерами через стандартний композитний відеовхід.
Підставка для Apple Monitor III вироблялася Apple і дозволяла приєднати його до корпусу комп'ютера Apple II меншої ширини.